# Corallianassa borradailei
Corallianassa borradailei är en kräftdjursart som först beskrevs av De Man 1928.  Corallianassa borradailei ingår i släktet Corallianassa och familjen Callianassidae. Inga underarter finns listade i Catalogue of Life.